# سامارو-ایوانوفکا
سامارو-ایوانوفکا (انگلیسی: Samaro-Ivanovka) یک شهرک در شهرستان ملئوزوفسکی استان باشقیرستان کشور روسیه است.